# Köpenick

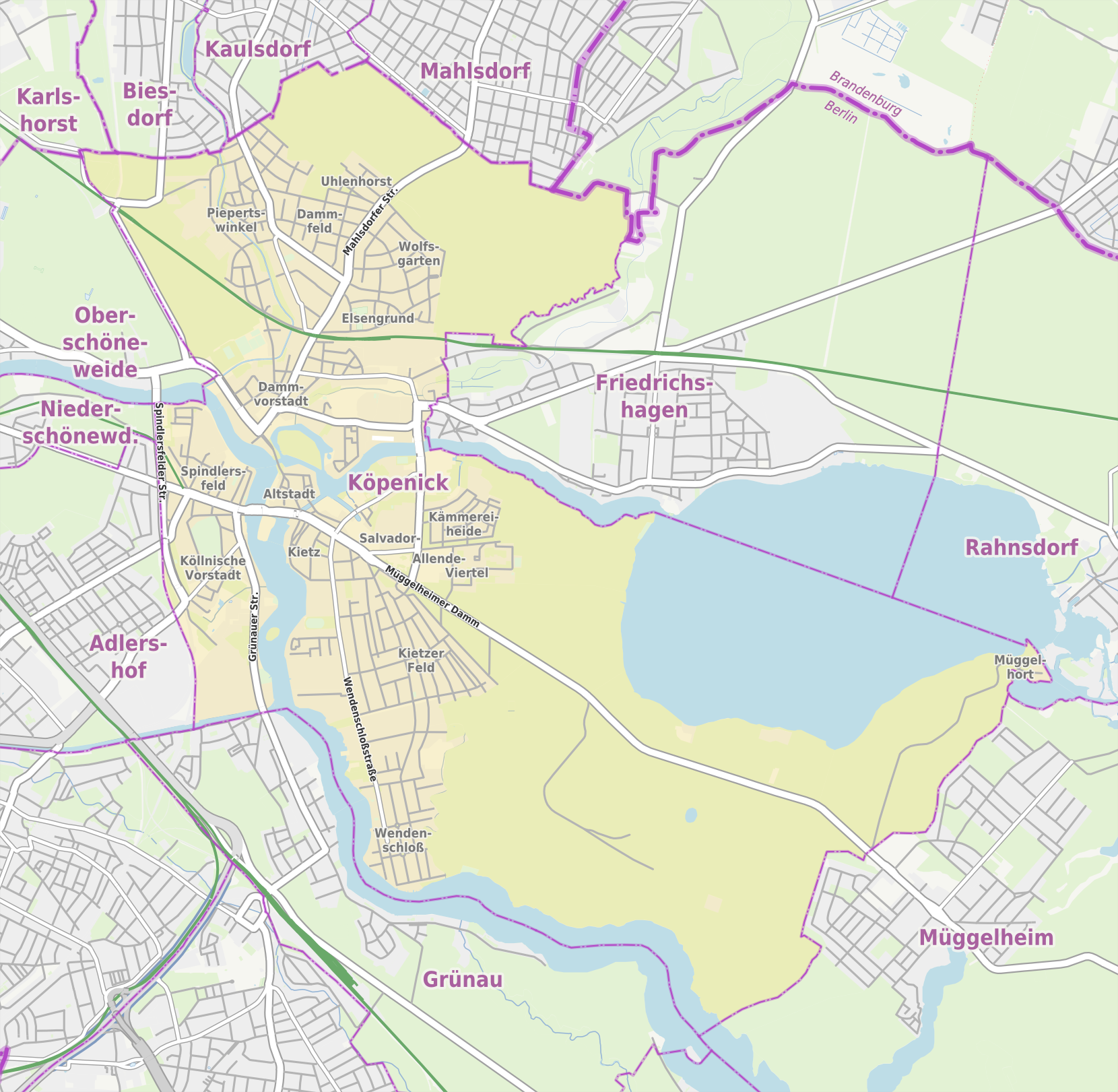
Mappa del quartiere

Köpenick è un quartiere di Berlino, appartenente al distretto di Treptow-Köpenick.

## Geografia
Posta all'estremità sud orientale di Berlino, è attraversata dalla Dahme, che nel suo territorio sfocia nella Sprea.

## Storia
Nel XII secolo fu la residenza del principe venedo Jaxa di Köpenick. A questo punto, probabilmente era stato colonizzato dalle tribù venede per circa quattro secoli. Dopo la morte di Jaxa, il principato fu governato dai duchi di Pomerania. Mentre Alberto l'Orso aveva preso la città di Brandeburgo nel 1157, formando così il nucleo di quello che sarebbe poi diventato il sinonimo di margraviato, l'area intorno a Köpenick fu conquistata da sud e divenne quindi inizialmente parte della Marca di Lusazia.
Mentre i bratteati di Jaxa sono coniati con l'impressione "Iaczo de Copnic", nei documenti Köpenick apparve per la prima volta in un atto datato 12 febbraio 1210 ed emesso sotto il sigillo del margravio Corrado II di Lusazia, che contiene il riferimento "Acta sunt hec ad Copnic". Il 1210 è anche l'anno in cui, alla morte di Corrado, il potere nel principato passò al margraviato di Meißen e alla casata di Wettin. A Köpenick fu concesso il titolo di città nel 1232 e da quel momento iniziò la colonizzazione tedesca.
Köpenick può quindi essere considerato uno degli insediamenti più antichi del margraviato di Brandeburgo, precedente a Spandau, Berlino e Cölln, essendo menzionato per la prima volta in un atto del 1237. Per la maggior parte della sua storia, la città era conosciuta come Cöp(e)nick.
L'antica Cöpenick era costituita da tre parti distinte che coesistettero per secoli sulle tre sponde del Frauentog, un'ansa del fiume Dahme: il castello con la sua guarnigione, la città di artigiani, contadini e mercanti di insediamento tedesco e il for ancora qualche tempo Kietz di lingua sorbica, un villaggio che ospitava i pescatori.
Il castello fu conquistato dai margravi ascanidi Giovanni I e Ottone III di Brandeburgo nel 1245, i quali sconfissero i loro rivali il margravio Enrico III di Meißen e l'arcivescovo di Magdeburgo.
Nel 1631, gli emissari di Giorgio Guglielmo, elettore di Brandeburgo incontrarono a Cöpenick l'avvicinarsi dell'esercito di Gustavo Adolfo, re di Svezia, nel vano tentativo di fermare la continua devastazione del margraviato durante la guerra dei Trent'anni.
Nel 1906, Wilhelm Voigt, calzolaio e vagabondo, si travestì da ufficiale prussiano e requisì una squadra di soldati per seguirlo a Cöpenick per prendere il controllo del municipio. Carl Zuckmayer ha portato in scena l'incidente nella sua commedia Il capitano di Cöpenick, su cui si sono basati diversi adattamenti cinematografici e televisivi.
Con l'istituzione della Grande Berlino nel 1920 Cöpenick è stato incorporato alla capitale tedesca come il 16º distretto. Con una superficie di quasi 128 km², era il più grande distretto di Berlino. Oltre alla città di Cöpenick vera e propria, il comune comprendeva le parrocchie di Oberschöneweide, Grünau, Schmöckwitz, Müggelheim, Rahnsdorf e Friedrichshagen. Nel 1931 il toponimo fu ufficialmente modificata da Cöpenick all'odierna "Köpenick".
Nei mesi che seguirono l'ascesa al potere dei nazisti, le truppe d'assalto delle SA rapirono e torturarono brutalmente i residenti che consideravano avversari politici. Nel giugno 1933 l'ondata di violenze culminò nella Settimana di Sangue, che lasciò almeno 24 oppositori antinazisti morti e molti altri mutilati. Uno dei luoghi in cui sono avvenute le atrocità, la prigione annessa al tribunale distrettuale di Mandrellaplatz, è stato trasformato in un museo.
Durante la Guerra Fredda Köpenick fu inclusa nella zona d'occupazione sovietica.
A seguito della riforma amministrativa del 2001, il distretto berlinese di Köpenick è stato fuso con quello di Treptow per creare l'attuale distretto di Treptow-Köpenick.

## Monumenti e luoghi d'interesse
- Altstadt (città vecchia)
- Castello di Köpenick
- Müggelsee e Müggelturm
- Municipio (Rathaus Köpenick)
- Volkspark Wuhlheide
- Teatro Cöpenick: il teatro Köpenick venne inaugurato nel 1889, ai tempi situato presso il Klein's Hotel, il quale si affacciava sul mercato vecchio Alten Markt
- Stadion An der Alten Försterei: qui gioca le partite casalinghe l'Union Berlino

## Galleria d'immagini

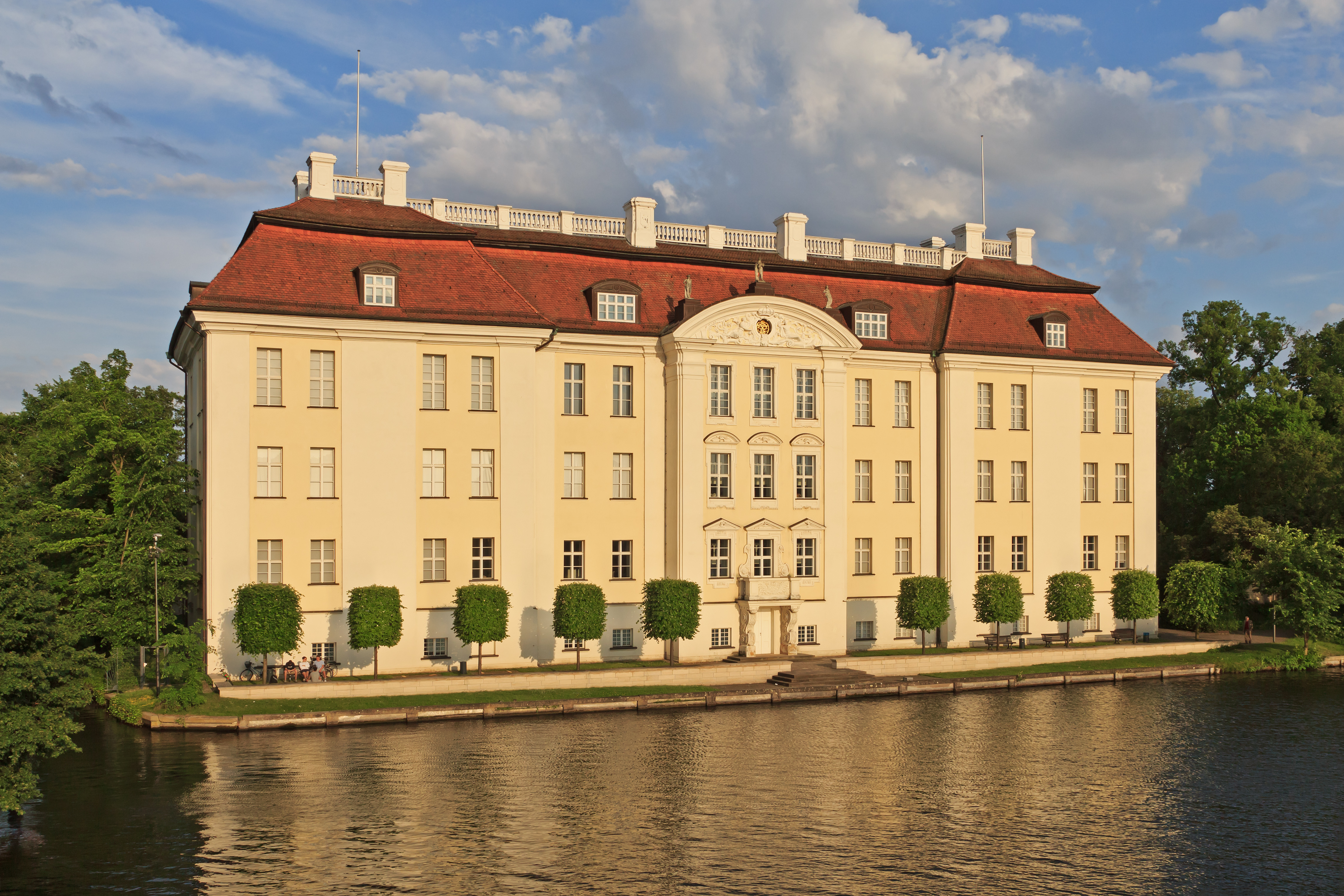
Castello
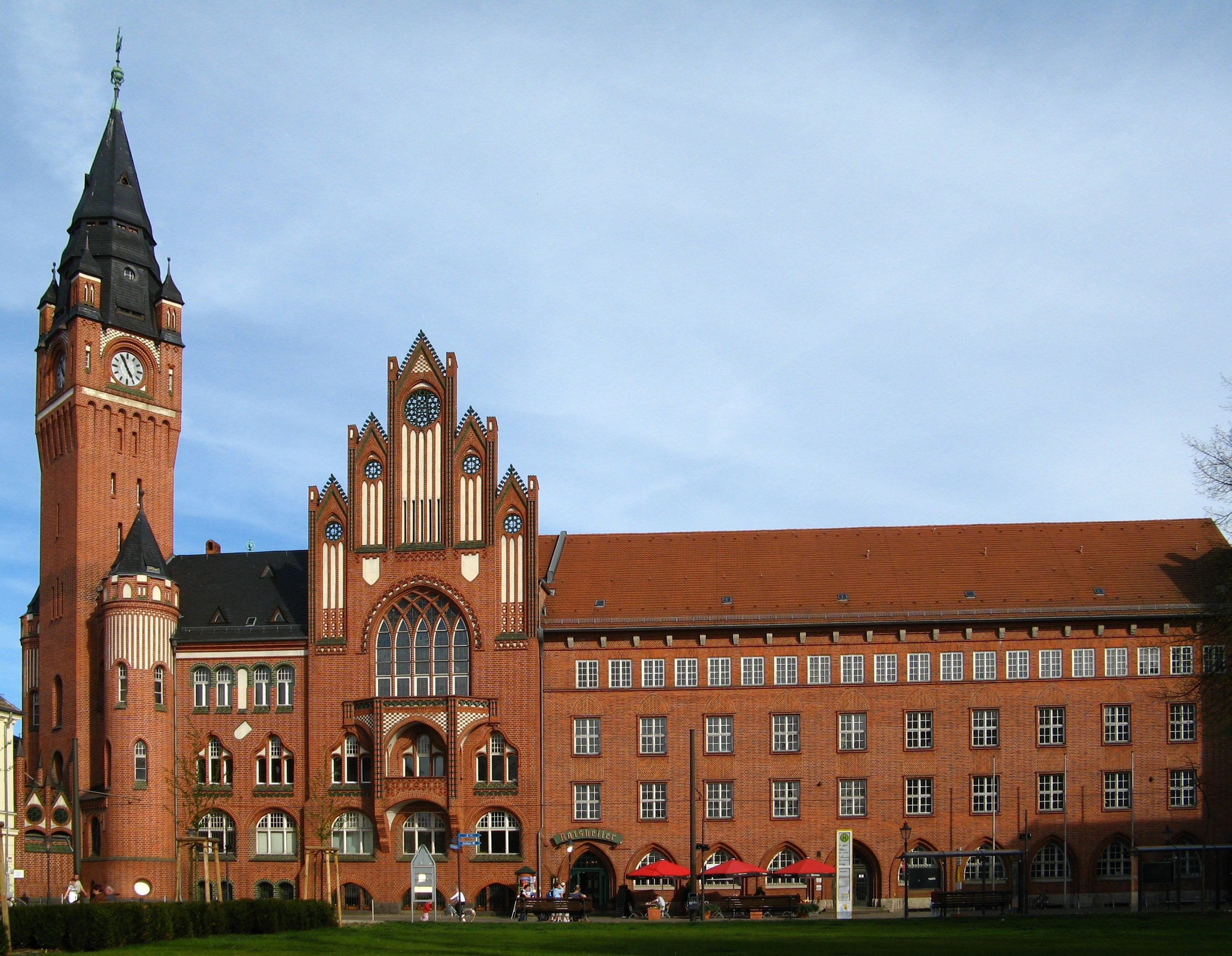
Municipio
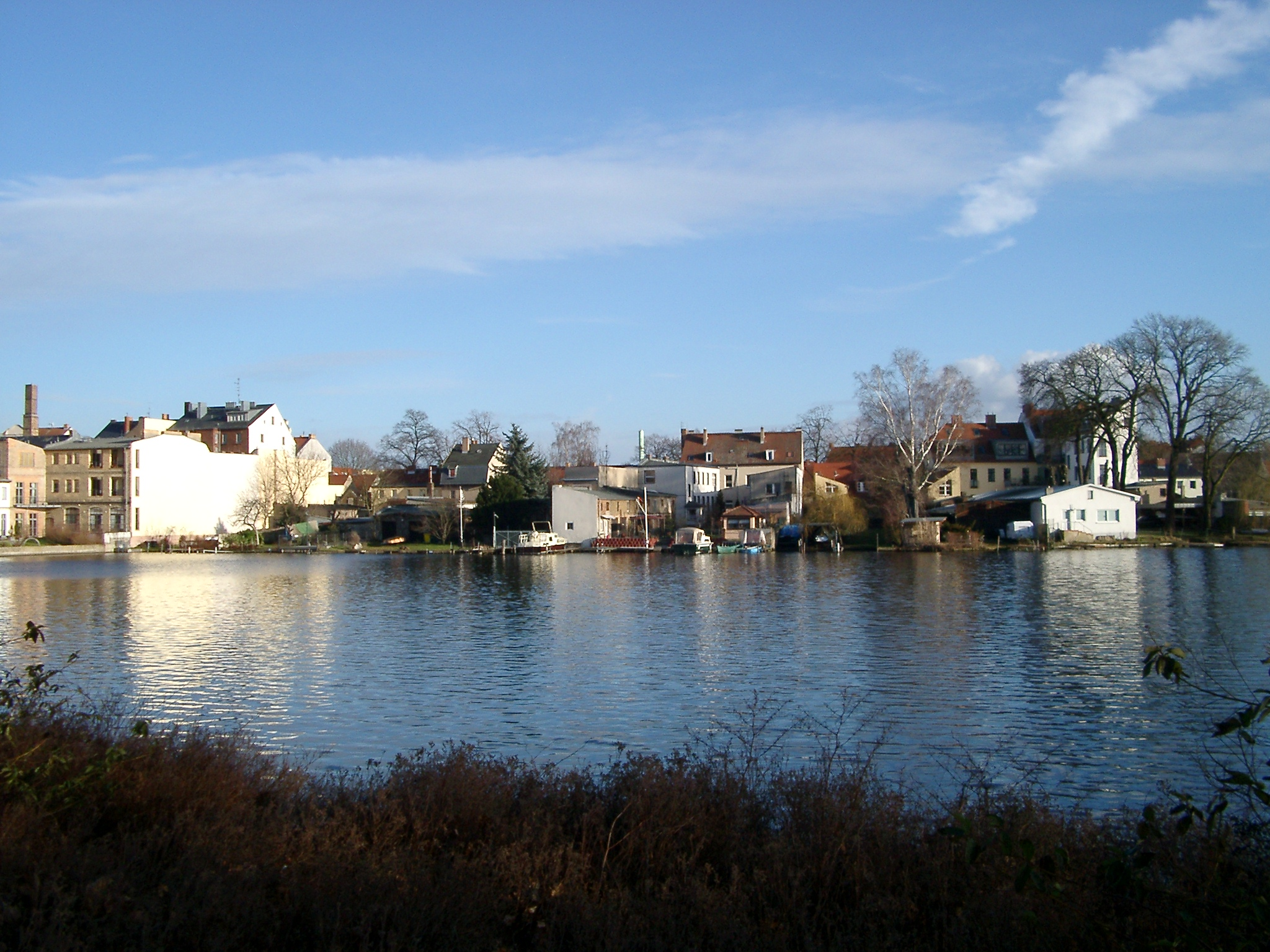
Vista dalle rive della Sprea
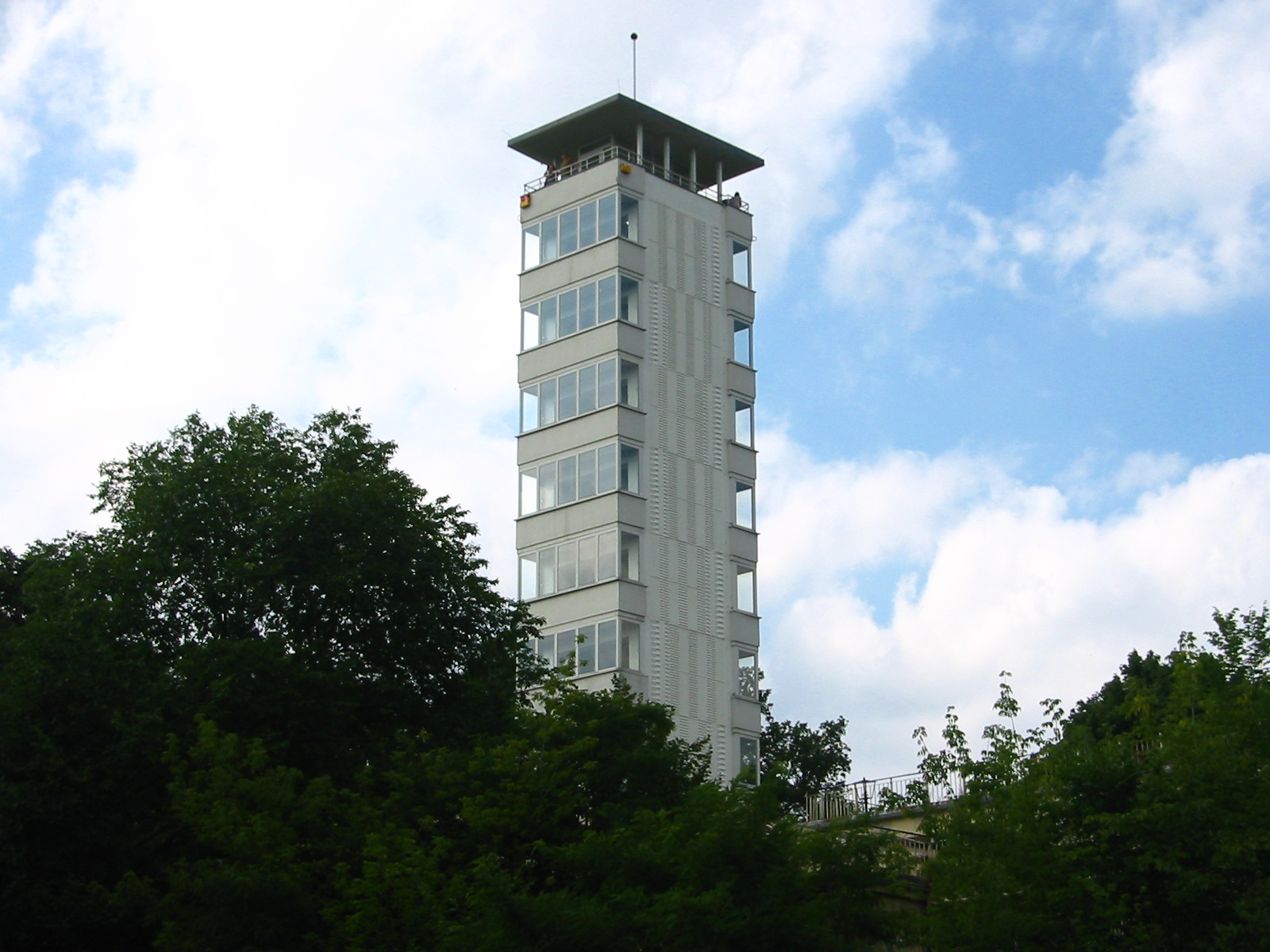
Müggelturm